# Ilyas Azizi
Pour les articles homonymes, voir Azizi.
Ilyas Azizi, né le 13 avril 2008 à Toulouse, est un footballeur français qui joue au poste d'ailier gauche au Toulouse FC.

## Biographie

### Carrière en club
Né à Toulouse en France, Ilyas Azizi est formé par le Toulouse FC, où il s'illustre d'abord en équipes de jeunes avec le club de championnat de France. 
Il intègre le groupe de l'équipe reserve qui joue en National 3 lors de la saison 2024-2025, figurant également sur la feuille de match avec le groupe professionnel lors d'un match de Ligue 1 contre Rennes,.
Il signe son premier contrat professionnel avec le Toulouse Fc le 27 juin 2025.

### Carrière en sélection
Ilyas Azizi est international junior avec l'équipe de France des moins de 17 ans à partir de septembre 2024.
Il est convoqué avec l'équipe de France des moins de 17 ans pour participer au Championnat d'Europe des moins de 17 ans qui a lieu en mai et juin 2025,,. La France atteint la finale de la compétition après sa victoire face à la Belgique (3-2).

## Palmarès
France -17 ans
- Championnat d'Europe
  - Finaliste en 2025